# سیستم کنترل روشنایی
سیستم کنترل روشنایی، یک شبکهٔ هوشمند مبتنی براساس راه حل‌های کنترل روشنایی که شامل ارتباط بین ورودی و خروجی سیستم‌های مختلف مربوط به کنترل روشنایی، با استفاده از یک یا چند دستگاه کامپیوتر مرکزی می‌باشد. سیستم‌های کنترل روشنایی به‌طور گسترده در هر دو محیط نورپردازی داخلی و خارجی از فضاهای تجاری، صنعتی و مسکونی استفاده می‌شود. سیستم‌های کنترل روشنایی در خدمت به ارائه مقدار درست نورپردازی می‌باشد برای این که کجا و چه زمانی مورد نیاز باشد.
سیستم‌های کنترل روشنایی در خدمت به حداکثر رساندن صرفه‌جویی انرژی از سیستم روشنایی، برآورده کردن مقررات ساختمانی، یا تطابق با برنامه‌های ساختمان سبز و حفاظت از انرژی می‌باشد. سیستم‌های کنترل روشنایی اغلب تحت روشنایی هوشمند مدت‌دار است.

## کنترل روشنایی در مقابل سیستم‌های کنترل روشنایی
کنترل روشنایی مدت‌دار به‌طور معمول برای نشان دادن کنترل روشنایی مستقل در یک فضا استفاده می‌شود. این ویژگی ممکن است دارای حسگرهای حضور، زمان‌سنج، و سلول‌های نوری برای کنترل گروه‌های ثابت روشنایی به‌طور مستقل می‌باشد. تنظیم دستی در هر محل دستگاه رخ می‌دهد. بهره‌وری و فروش برای کنترل روشنایی مسکونی توسط کنسرسیوم مشخصی برای بهره‌وری انرژی انجام می‌شود.
سیستم کنترل روشنایی مدت‌دار اشاره به یک سیستم شبکه‌بندی شده هوشمند از دستگاه‌های مربوط به کنترل روشنایی دارد. این دستگاه‌ها ممکن است شامل رله، سنسور اشغال، سلول‌های نوری، سوئیچ کنترل نور یا صفحه نمایش لمسی، و سیگنال‌ها را از دیگر سیستم‌های ساختمان (مانند سیستم‌های هشدار آتش یا تهویه مطبوع) دارد. تنظیمات سیستم هر دو در محل دستگاه و در محل کامپیوتر مرکزی از طریق برنامه‌های نرم‌افزاری یا دیگر دستگاه‌های رابط انجام می‌شود.

## مزایای استفاده
مزیت اصلی یک سیستم کنترل روشنایی بر کنترل روشنایی مستقل یا تعویض دستی معمولی، توانایی برای کنترل چراغ یا گروهی از چراغ‌های تکی از طریق یک دستگاه رابط کاربر تک نفره است. این توانایی برای کنترل منابع نوری متعدد از یک دستگاه اجازه می‌دهد تا حالت‌های روشنایی پیچیده‌ای ایجاد شود. اتاق ممکن است حالت‌های متعدد از پیش تنظیم‌شده‌ای داشته باشد که هر یک برای فعالیت‌های مختلف در اتاق ایجاد شده‌اند. سود عمده استفاده از سیستم‌های کنترل روشنایی در کاهش مصرف انرژی است. عمر لامپ نیز بیشتر می‌شود در زمان روشنایی یا هنگام خاموش کردن چراغی که استفاده نمی‌شود. سیستم‌های کنترل روشنایی بی سیم دارای مزایای بیشتری از جمله کاهش هزینه‌های نصب و راه‌اندازی و افزایش انعطاف‌پذیری نسبت به جایی که سوئیچ‌ها و سنسور ممکن است قرار گیرد می‌باشد.

## کنترل خودکار
سیستم‌های کنترل روشنایی به‌طور معمول قادر به ارائه تنظیم خودکار خروجی یک دستگاه روشنایی بر اساس موارد ذیل می‌باشند:
- زمان‌سنجی (طول روز)
- زمان نجومی (طلوع خورشید / غروب آفتاب)
- اشغال با استفاده از حسگرهای حضور
- در دسترس نور بودن در نیمروز با استفاده از سلول‌های نوری
- شرایط هشدار
- منطق برنامه (ترکیبی از حوادث)

### زمان‌سنجی
برنامه زمان‌سنجی ترکیب زمان‌های خاصی از روز، هفته، ماه یا سال است.

### زمان نجومی
برنامه زمان نجومی، ترکیب زمان طلوع و غروب خورشید، اغلب مورد استفاده برای تغییر روشنایی در فضای باز است. برنامه‌ریزی زمان نجومی مستلزم آن است که محل ساختمان تنظیم شود. این امر با استفاده از موقعیت جغرافیایی ساختمان از طریق طول و عرض جغرافیایی یا با مشخص کردن نزدیکترین شهرستان در پایگاه داده‌ها با توجه به محل تقریبی و زمان نجومی مربوطه انجام می‌شود.

### اشغال
اشغال فضا در درجه اول با حسگر حضور تعیین می‌شود.

### در دسترس بودن نور نیمروزی
استفاده از انرژی برقی را می‌توان به‌طور خودکار در پاسخ به سطح نور قابل دسترس روزانه، تنظیم کرد. در استفاده از نور روز قابل دسترس، می‌توان کاهش میزان روشنایی الکتریکی را داشت.

### شرایط هشدار
شرایط زنگ‌ها معمولاً شامل ورودی از دیگر سیستم‌های ساختمان از قبیل سیستم‌های هشدار آتش یا سیستم‌های تهویه مطبوع می‌باشد که ممکن است فوراً تمام چراغ‌های در دستور را برای مثال روشن کند.

### منطق برنامه
با منطق برنامه می‌توانید تمام عناصر فوق را با هم یا در ترکیبی از هم با دستورهایی مانند «if-then-else» و عملگرهای منطقی، فرا بخوانید.

## انواع سیستم‌های کنترل روشنایی
در دهه۱۹۸۰ بود که یک نیاز شدید به روشنایی تجاری قابل کنترل‌تر به وجود آمد. به طوری که بتوان آن را با تبدیل به انرژی بیشتری کارآمدتر کرد. در ابتدا این کار با کنترل آنالوگی انجام شد. به نحوی که اجازه می‌داد بالاست فلورسنت و ضمرس از یک منبع مرکزی کنترل شود. این یک گام در مسیر کار بود، اما کابل‌کشی پیچیده‌ای داشت و در نتیجه مقرون به صرفه نبود. Tridonic اولین شرکت برای رفتن در مسیر دیجیتالی شدن با پروتکل‌های DSI، در سال ۱۹۹۱ بود. DSI پروتکل اساسی بود که آن را به عنوان انتقال یک مقدار کنترل برای تغییر روشنایی از تمام وسایل متصل به خط بود. این پروتکل جذاب‌تر، و قادر به رقابت با گزینه آنالوگ، سیم‌کشی ساده آن بود.

## کنترل روشنایی تئاتری
سیستم‌های کنترل روشنایی معماری می‌توانند با ادغام و ترکیبی از کنترل دایمر، استفاده گردند که اغلب برای چراغ‌های خانه و نورپردازی صحنه استفاده می‌شوند، و می‌توانند شامل نور محل کار، نور تمرین، و نور سالن باشند. ایستگاه‌های کنترل را می‌توان در چندین منطقه در ساختمان و در دیوار یا LCD دسکتاپ کنسول صفحه نمایش لمسی قرار داد.
مزیت سیستم‌های معماری کنترل روشنایی در تئاتر، توانایی برای کارکنان تئاتر به نوبه خود در نور صحنه بدون نیاز به استفاده از یک کنسول کنترل روشنایی است. همچنین، طراح نور می‌تواند این چراغ را با همان نشانه نور از کنسول کنترل روشنایی، کنترل کند به طوری که، برای مثال، نوری که در تماشاخانه بالای سر تماشاچیان را روشن می‌کند که تا قبل از نمایش شروع می‌شود توسط یک سیستم کنترل می‌شود.